# Нанда, Мира
Мира Нанда (англ. Meera Nanda) — индийская писательница, историк и философ науки, приглашённый сотрудник Университета им. Джавахарлала Неру (2009), научный сотрудник в области религии и науки Фонда Джона Темплтона (2005—2007). Имеет докторскую степень по науке и технологическим исследованиям от Политехнического института Ренсселера.
Наиболее известные книги: «Prophets Facing Backward: Postmodern Critiques of Science and Hindu Nationalism in India» (2004) и «The God Market» (2009). В последней, Мира Нанда анализирует рост популярности индуизма в современной Индии и финансирование индуизма со стороны светского Правительства Индии. Взгляды Миры Нанды подвергаются резкой критике Кунрадом Эльстом, обвиняющим её в «ненависти к индуизму».